# Márcio Pampuri
Márcio Cavalcanti Pampuri  é médico pediatra e político brasileiro, filiado ao Partido Verde (PV). Foi prefeito do município de Mairiporã.

## Vida pessoal
Márcio Pampuri nasceu no Rio de Janeiro em 28 de maio de 1963. É casado com a cardiologista infantil Cristina de Sylos, e pai de quatro filhos .
Especializou-se em reumatologia infantil pela Universidade Federal de São Paulo (UNIFESP) e gestão em Saúde Pública na USP.
Em 1993, tornou-se médico-pediatra concursado na Prefeitura Municipal de Mairiporã
É médico pediatra desde 1990, época em que chegou em Mairiporã passou a trabalhar por melhorias na cidade, entrando para a política com o intuito de melhorar a vida das pessoas e logo tornou-se uma das principais lideranças do Partido Verde na região.
Em 2010, tentou candidatura como deputado federal pelo Partido Verde mas, em razão dos poucos votos recebidos, não foi eleito para o cargo.
Sua mãe já teve uma empresa de doces no Rio de Janeiro (RJ) com sua irmã, Simone Cavalcanti Pampuri Hantequeste, e com sua outra irmã, Patrícia Pampuri Lopes Peres, que é graduada em medicina pela Universidade Cidade de São Paulo e pós-graduanda pelo Instituto Israelita de Ensino e Pesquisa Albert Einstein,.
Além da empresa de doces, suas irmãs Simone e Patrícia também já tiveram uma clínica de estética em Campo Grande (MS), chamada Upline Spa. 

## Vida pública

### Desempenho eleitoral
| Ano  | Cargo político   | N°   | Partido | Vice                                                  | Votos  | Votos (%) | Ref.         |
| ---- | ---------------- | ---- | ------- | ----------------------------------------------------- | ------ | --------- | ------------ |
| 2024 | Prefeito         | 43   | PV      | Miguel Silva Sousa                                    | 1.533  | 3,38%     | [ 9 ] [ 10 ] |
| 2016 | Prefeito         | 43   | PV      | José Joaquim da Silva (Zé do Depósito de Terra Preta) | 10.882 | 25,53%    | [ 11 ]       |
| 2012 | Prefeito         | 43   | PV      | Débora Lopes Braga                                    | 17.903 | 44,66%    | [ 12 ]       |
| 2010 | Deputado Federal | 4379 | PV      | NA                                                    | 12.123 | 0,71%     | [ 12 ]       |
| 2008 | Prefeito         | 12   | PDT     | Roberto Weingrill                                     | 5.793  | 15,34%    | [ 12 ]       |
| 2004 | Vice-prefeito    |      | PDT     | NA                                                    |        |           | [ 12 ]       |

Fonte: Fundação SEADE / Diário Cidade / TSE

### Prefeito

#### Secretários
Durante seu mandato, várias foram as trocas de secretários conforme segue:
- Secretaria de Governo: Marcelo Tenáglia da Silva
- Secretaria da Saúde: Anderson Mendonça
- Secretaria da Administração e de Assuntos Jurídicos: Regina Maria Rosada Pantano
- Secretaria da Procuradoria Geral e de Assuntos Jurídicos: Sandro Fleury Bernardo Savazoni
- Secretaria da Fazenda: Silvana Francinete da Silva
- Secretaria do Meio Ambiente: Antônio Carlos Nery Pinho
- Secretaria da Assistência Social: Lúcia Mella Naf
- Secretaria de Obras, Transportes e Serviços Urbanos: Ticiane Costa D’Aloia
- Subprefeito de Terra Preta: José Aílton Silva (2013 - 2015), José Damião de Oliveira (2015 - 2016), Antônio Carlos Martinho (2016)[14]

#### Eleição e mandato
Foi eleito a prefeito em 2012 por 17903 votos, tendo concorrido com os candidatos Leila Ravázio, Fátima Lodi, Du e Manoelino.
Em 2014 em seu mandato permitiu que fosse promovido um encontro entre grafiteiros para que fosse modificada a decoração da entrada da cidade. No mesmo ano foi inaugurada uma Escola Técnica Estadual que foi construída no distrito industrial de Terra Preta.
Em 2014 criou o 'Projeto Geloteca' que, junto com a Secretaria Municipal de Educação, Esportes e Cultura, por meio da Oficina Pedagógica de Mairiporã, disponibiliza geladeiras grafitadas, decoradas e cheias de livros pela cidade. Criou também uma Central de Monitoramento Eletrônico 24 horas
No mesmo ano, o município sofreu com os inúmeros casos de pessoas afetadas pelo mosquito da dengue. O prefeito foi duramente criticado em razão de os postos de atendimento de saúde não estarem preparados e não ter um atendimento correto. Conforme os moradores, era esperado que em seu governo fosse melhor o investimento em saúde.
Durante seu mandato, colocou o sistema de estacionamento rotativo pago no município feito por empresa terceirizada, que durou até novembro de 2014, quando uma Ação Civil Pública do Ministério Público do Estado de São Paulo interveio com uma liminar que suspendia o contrato do município com a empresa justificando que a empresa contratada receberia 73% do valor arrecadado, também ressaltou que o poder punitivo é privativo da administração pública municipal e, portanto, não é passível da delegação.
Em 2015 chamou os mesmos grafiteiros que mudaram a entrada do município para dar mais um toque decorativo em Mairiporã, dessa vez em um escadão localizado no centro do município. Também nesse ano ele lançou um mapa turístico que informa os diversos pontos turísticos do município.
Em outubro de 2015, diante da crise que se abateu no município em razão da dengue, elaborou um projeto para que pudesse reduzir o salário dos vereadores em 10% e, embora não tenha o poder para isso, tentou reduzir o seu próprio salário em 30% do valor vigente na época.
Em março de 2016, houve uma temporada de chuvas no município que resultaram em deslizamentos de terra, por essa razão diversas moradias desabaram ou foram interditadas. Os moradores que foram retirados de suas casas, ficaram por algum tempo alocados em escolas do município e no "Sarkizão" até que a chuva minimizasse.. Depois ajudou os moradores que perderam suas casas pagando auxílio-aluguel, e ainda ajudou a população com cestas básicas, roupas, cobertores e lonas para conter barrancos.
Em setembro de 2016, ele instituiu o Plano Municipal de Cultura que havia sido coordenado pela Secretaria Adjunta de Assuntos Culturais e acompanhado pelo Conselho Municipal de Cultura. O Plano, previsto para vigorar até 2026, foi elaborado com a participação da sociedade.
No último ano de seu mandato, em 19 de dezembro de 2016, a SABESP inaugurou o Parque Linear, um parque redecorado a partir da junção do então Espaço Viário "Mário Covas" e do "Bosque da Amizade" - obra esta que era prevista em contrato desde a existência da Comasp, atual Sabesp. Também nesse ano inaugurou um novo pronto atendimento em Terra Preta.

Também nesse dia, inaugurou o Espaço "Paulo Amaury Serralvo" - feito para receber os shows, as feiras, e outros eventos -, e o Hospital "Anjo Gabriel" que viria mais tarde ser objeto de interesse para o candidato a reeleição a governador Márcio França e utilizado a partir de 2 de maio de 2020, quando o hospital ficou utilizável, como hospital de campanha contra a COVID-19 pela Secretaria de Saúde.